# Compañía de Ingenieros Paracaidista 4
La Compañía de Ingenieros Paracaidista 4 (Ca Ing Parac 4) es una subunidad independiente de Ingenieros del Ejército Argentino (EA). Está basada en el Cuartel «Santa Leocadia», Villa Carlos Paz, provincia de Córdoba. Forma parte de la IV Brigada Aerotransportada, Fuerza de Despliegue Rápido.
La Compañía 4 inauguró el Cuartel «Santa Leocadia» en el año 2010. En una ceremonia formal con la presencia del jefe del Estado Mayor General del Ejército, se descubrió una placa conmemorativa.
En el año 2017, la Compañía 4 participó del Ejercicio «Malvinas 35 años». Esta gran maniobra estuvo supervisado por el comandante de la Fuerza de Despliegue Rápido, general de brigada Aldo Daniel Sala. Participaron unidades de la IV Brigada, la Aviación de Ejército y las Fuerzas de Operaciones Especiales.